# Selenium (软件)
Selenium 是一个综合性的项目，为web浏览器的自动化提供了各种工具和依赖包。另外，Selenium 为 W3C WebDriver specification（页面存档备份，存于）提供了基础设施。 

## 组件

### Selenium IDE
Selenium IDE是一个可录制再重放的自动化web测试工具。

#### 衍生軟體
SideeX為基於舊版Selenium IDE 2.9.1.1並使用WebExtensions API所開發而成的擴充套件。2017年9月，Selenium官方採用SideeX 2.2.3版作為新一代Selenium IDE的開發基礎，SideeX 2.2.3原始碼被提交進Selenium IDE原始碼庫，並於SeleniumConf Berlin 2017大會中被介紹。

### Selenium API
Selenium为各种编程语言提供了API，用作测试。 目前的官方API文档有C#、JavaScript、Java、Python、Ruby。